# 五帶錦魚
五帶錦魚，俗名四齒、礫仔、青花龍、黃衣、紫衣、貓仔魚、青汕冷為輻鰭魚綱鱸形目隆頭魚亞目隆頭魚科的其中一種。

## 分布
本魚印度太平洋區，包括紅海、阿拉伯海、模里西斯、塞席爾群島、日本、菲律賓、印尼、中國南海和台灣、羅得豪島、帕拉群島、澳洲、新幾內亞、新喀里多尼亞、索羅門群島、馬里亞納群島、帛琉、夏威夷群島、法屬玻里尼西亞、加利福尼亞半島等海域。

## 深度
水深3-40公尺。

## 特徵
本魚體稍長且側扁。吻部短；上下頜具一列尖齒，前方各具 2犬齒，無後犬齒。成魚頭部綠色，具數條紫紅色放射狀紋，魚體黃綠色，具2條不連續紅色縱帶，尾鰭上下葉緣紅色；但雌魚色澤較淡，尾鰭截形。背鰭硬棘8枚;背鰭軟條12-14枚;臀鰭硬棘3枚;臀鰭軟條10-12枚，體長可達17公分。

## 生態
本魚棲息於沿岸珊瑚礁區，活動力強，以擺動胸鰭的方式游泳，屬肉食性，以底棲之無脊椎生物為食，夜間在岩礁或珊瑚凹陷處休息。

## 經濟利用
食用性魚類，但較少食用，多作為觀賞魚。